# Sabotage à Berlin
Pour plus de détails, voir Fiche technique et Distribution.
Sabotage à Berlin (Desperate Journey) est un film de guerre américain réalisé par Raoul Walsh en 1942.

## Synopsis
Lors de la Seconde Guerre mondiale, l'équipage d'un bombardier de la RAF est abattu au-dessus de l'Allemagne. Les cinq rescapés (Forbes, un Australien ; Hammond, un Américain ; Edwards, un Écossais ; Forrest, un Canadien et Hollis, un Anglais) s'organisent et se mettent à la recherche d'un moyen de rentrer en Angleterre.
Brièvement arrêtés, ils s'échappent en ridiculisant un officier allemand qui va les poursuivre à travers toute l'Allemagne. Ils profitent d'un passage à Berlin pour faire exploser une usine chimique et sont aidés par un médecin et son infirmière. Celle-ci les aide à nouveau plus loin à Münster, mais refuse de les suivre en Angleterre afin de continuer à aider les forces de résistance en Allemagne.
Ils trouvent finalement un avion prêt à partir, chargé d'une bombe destinée à l'Angleterre. Ils volent l'avion, éliminant au passage l'officier allemand et, larguant la bombe sur une usine d'armements, rejoignent l'Angleterre. Trois des six hommes d'origine ont trouvé trouvé la mort au cours de ces aventures.

## Fiche technique
- Titre original : Desperate Journey[1]
- Titre français : Sabotage à Berlin
- Réalisation : Raoul Walsh
- Scénario : Arthur T. Horman
- Direction artistique : Carl Jules Weyl
- Costumes : Milo Anderson
- Photographie : Bert Glennon[2]
- Montage : Rudi Fehr
- Musique : Max Steiner[3] et Hugo Friedhofer (non crédité)
- Son : C.A. Riggs
- Producteur : Hal B. Wallis
- Producteur associée : Jack Saper
- Société de production : Warner Bros. Pictures
- Société de distribution : Warner Bros. Pictures
- Pays de production :  États-Unis
- Langue originale : anglais, allemand
- Format : Noir et Blanc — 35 mm — 1,37:1 - Son Mono (RCA Sound System)
- Genre : Film dramatique, Film de guerre
- Durée : 107 min
- Dates de sortie : 
  - États-Unis : 25 septembre 1942
  - France : 1er décembre 1949
- Affiche : Jacques Bonneaud (France)

## Distribution
- Errol Flynn (VF : Jean Davy) : Le lieutenant Terence Forbes[4]
- Ronald Reagan (VF : Roger Rudel) : L'officier de vol Johnny Hammond[5]
- Nancy Coleman : Kaethe Brahms
- Raymond Massey : Le major Otto Baumeister[4]
- Alan Hale : Le sergent Kirk Edwards[4]
- Arthur Kennedy (VF : Claude Péran) : L'officier Jed Forrest
- Ronald Sinclair : Le sergent Lloyd Hollis
- Albert Bassermann : Le docteur Mather
- Sig Ruman : Preuss
- Patrick O'Moore : Le chef d'escadre Lane-Ferris
- Felix Basch : Le docteur Herman Brahms
- Richard Fraser : Le chef d'escadre Clark
- Ilka Grüning : Frau Brahms
- Robert O. Davis : Kruse

Acteurs non crédités :
- John Banner : le conducteur du train militaire vide
- Barry Bernard : un chef d'escadre
- Richard Ryen : Le policier Heinze
- Hans Heinrich von Twardowski : un soldat allemand
- Roland Varno : un sergent allemand
- Douglas Walton : un officier britannique jouant aux dés

## Analyse
Ce film — « péripétie mineure dans l'œuvre de Walsh et péripétie mineure dans la guerre, rêve éveillé » plutôt « proche du film d'espionnage », mais « film de guerre assez banal » — montre « une belle conviction propagandiste : les cinq champions sont Anglais, Écossais, Américain, Australien et Canadien. Quant aux Allemands, ils sont sourds, aveugles et mentalement attardés. Bien que dans un contexte un peu particulier, on voit apparaître le thème walshien par excellence du retour tragique ».
Dans son autobiographie, Errol Flynn revient sur le simple fait qu'« il fallait vivre, faire des films : Sabotage à Berlin, Du sang sur la neige, Saboteur sans gloire, San Antonio, Ne dites jamais adieu, Tu ne m'échapperas pas, Le Loup des sept collines. Ma carrière se poursuivait avec des scénarios plus ou moins bons. La plupart du temps, je tournais sans passion, je n'étais pas content de ce que je faisais ».

### Ouvrages généraux
- Gérard Devillers et Marceau Devillers, Anthologie du Cinéma, tome V : Errol Flynn, Paris, L'Avant-scène Cinéma, 1970, p. 337-392.

### Monographies
- Errol Flynn (trad. France-Marie Watkins et Solange Metzger), Mes 400 coups, Paris, Olivier Orban, coll. « Ramsay Poche Cinéma » (no 52), 1977 (1re éd. 1959), 354 p. (ISBN 2-85956-655-4 et 978-2-8595-6655-5).
- Pierre Giuliani, Raoul Walsh, Paris, Edilig, coll. « Filmo-14 », 1986, 168 p. (ISBN 2-85601-137-3 et 978-2-8560-1137-9).
- (en) Tony Thomas, Rudy Behlmer et Clifford McCarty, The Films of Errol Flynn, Secaucus, New Jersey, The Citadel Press, 1969, 221 p. (ISBN 0-8065-0237-1), p. 112-114.